# Eucithara nana
Eucithara nana é uma espécie de gastrópode do gênero Eucithara, pertencente à família Mangeliidae.